# NRFL 챔피언십
NRFL 챔피언십(영어: Northern Regional Football League Championship)은 뉴질랜드의 세미프로 축구 리그이자, 뉴질랜드의 3부 리그이다. 앞의 'NRFL'은 스폰서 로토 스포르트 이탈리아로 인한 것이며, 2022년까지 리그는 NRFL 디비전 1이란 이름으로 불렸다.
리그에는 노스랜드, 오클랜드, 와이카토, 베이오브플렌티 지방의 클럽과 함께 북섬 북부에 위치한 축구 클럽이 참여한다.